# Justin Cooper

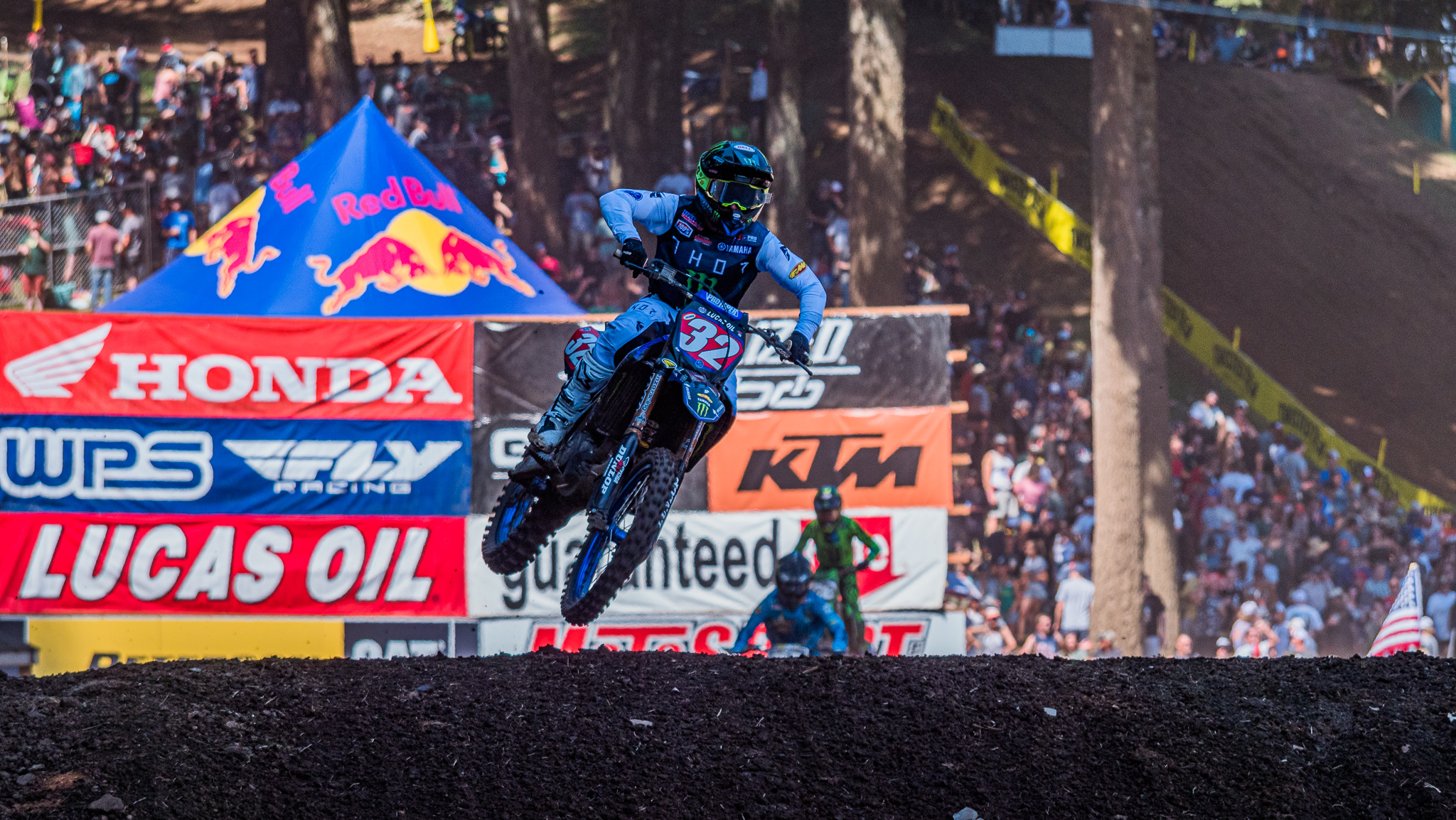
Justin Cooper tijdens de National in Washougal in 2021.

Justin Cooper (Cold Spring Harbor, New York, 31 augustus 1997) is een Amerikaans motorcrosser.

## Carrière
Justin Cooper begon met racen terwijl hij opgroeide in Cold Spring Harbor, een gehucht op Long Island, waar seizoensgebonden weer het jaar rond trainen beperkte. In tegenstelling tot veel topamateurs verhuisde hij niet voor wintertraining en ging hij kort naar de universiteit na de middelbare school. Cooper won vier AMA Amateur National Motocross Kampioenschappen op de Loretta Lynn’s Ranch. Zijn titels in 2017 in de Open Pro Sport en 250 A klassen kregen aandacht en leidden tot zijn professionele debuut met CycleTrader.com/Rock River Yamaha tijdens de laatste rondes van het 2017 Lucas Oil AMA Pro Motocross Kampioenschap.
Tijdens de Motorcross der Naties 2019 op het TT-Circuit in Assen eindigde Cooper als zesde met het Amerikaanse team.
In 2021 won Cooper het 250SX West kampioenschap in de Monster Energy Supercross, terwijl hij reed voor Monster Energy Yamaha Star Racing. Datzelfde jaar nam hij ook deel aan het Lucas Oil Pro Motocross Kampioenschap 250 Klasse, waar hij overall als tweede eindigde achter Jett Lawrence.
In 2022 won hij samen met Eli Tomac en Chase Sexton de Motorcross der Naties 2022 in zijn thuisland, dat werd verreden op het RedBud-circuit in Buchanan, Michigan.
In het Monster Energy AMA Supercross-seizoen van 2025 eindigde Cooper als derde in de 450SX-klasse, met in totaal 281 punten over het kampioenschap van 17 wedstrijden, zonder een wedstrijd te winnen. Cooper behaalde meerdere top-vijf finishes, waaronder een tweede plek in Indianapolis en een derde plek tijdens de laatste wedstrijd in Salt Lake City.

## Palmares
- AMA 250cc Nationals: 2018
- AMA 250cc SX East: 2019
- AMA 250cc Nationals: 2019
- AMA 250cc SX West: 2020
- AMA 250cc SX West: 2021
- AMA 250cc Nationals: 2021
- Motorcross der Naties: 2022
- AMA 250cc Nationals: 2023
- AMA 450cc SX: 2025